# Val-d'Izé
Val-d'Izé is een gemeente in het Franse departement Ille-et-Vilaine (regio Bretagne). De plaats maakt deel uit van het arrondissement Fougères-Vitré. Val-d'Izé telde op 1 januari 2022 2.601 inwoners.

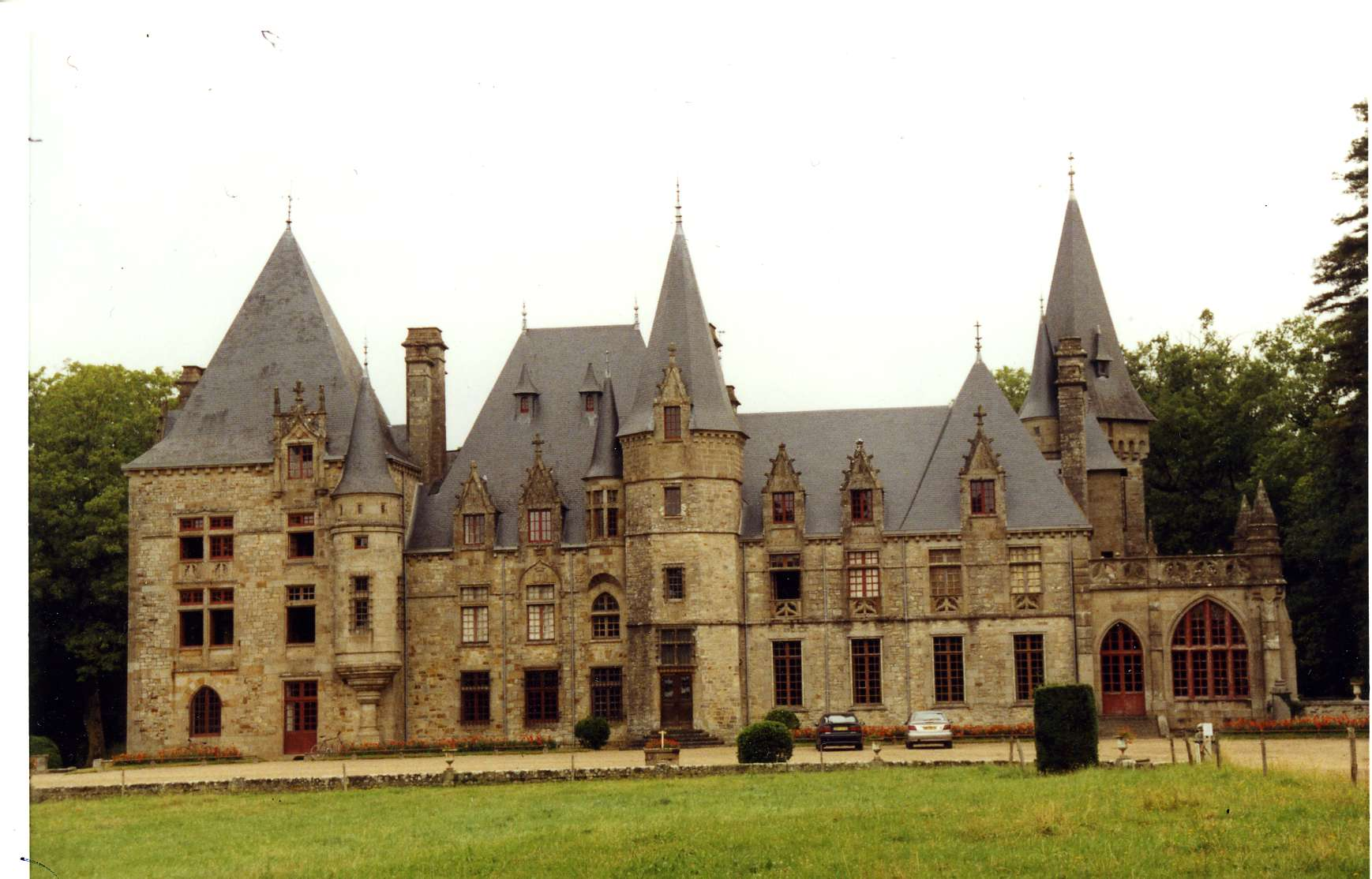
Château du Boiscornille
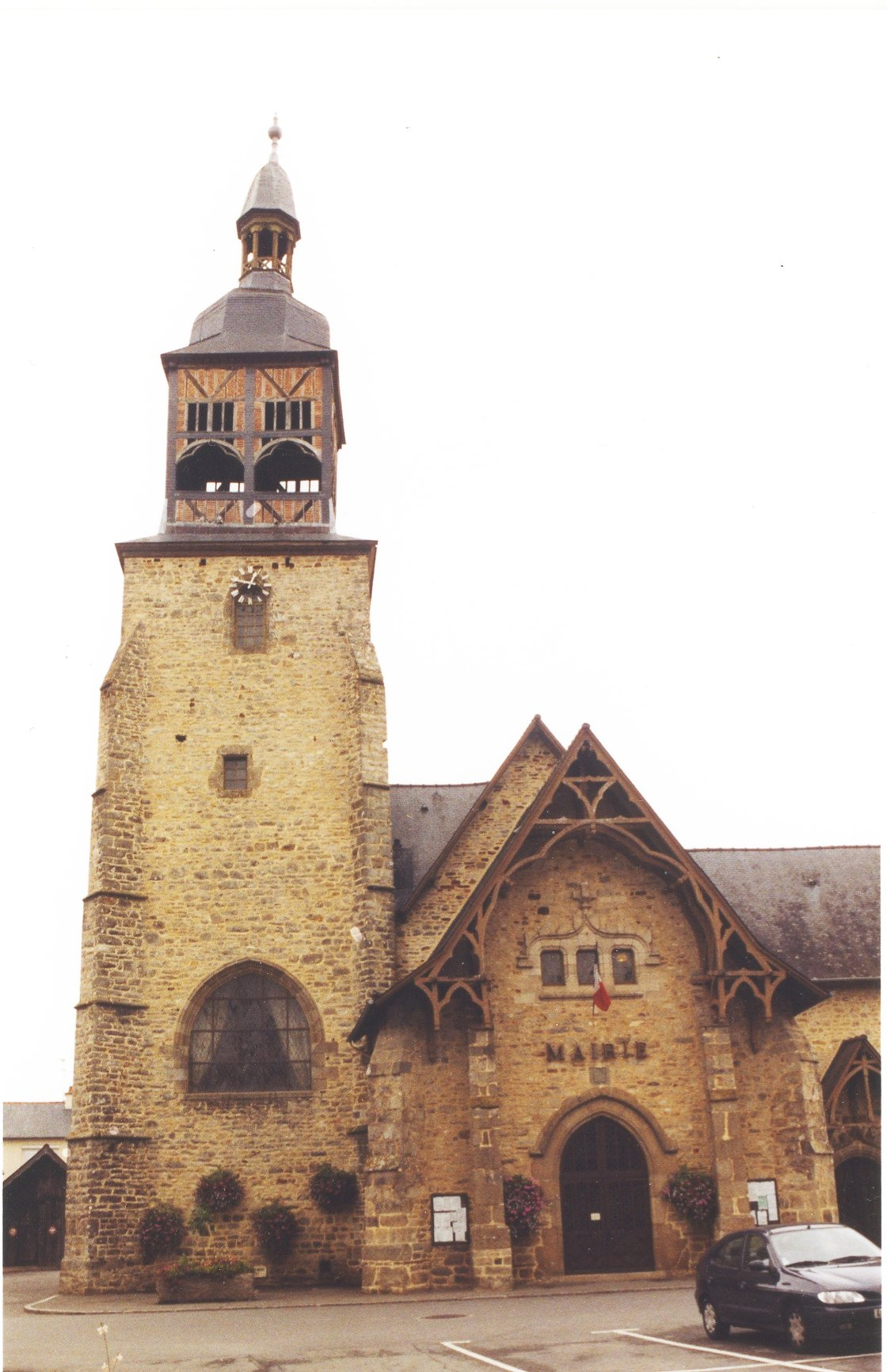
Gemeentehuis
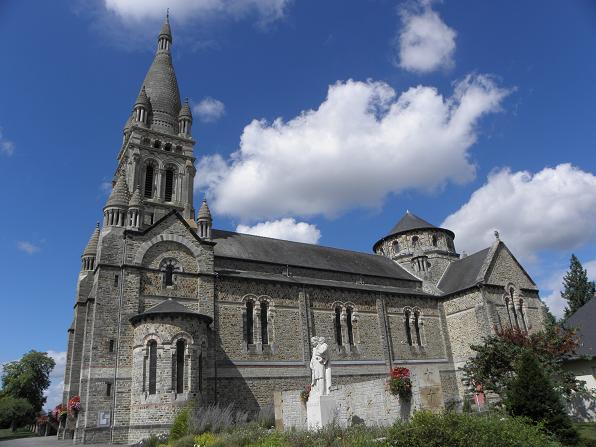
Kerk in Val-d'Izé

## Geografie
De oppervlakte van Val-d'Izé bedroeg op 1 januari 2022 43,79 vierkante kilometer; de bevolkingsdichtheid was toen 59,4 inwoners per km².

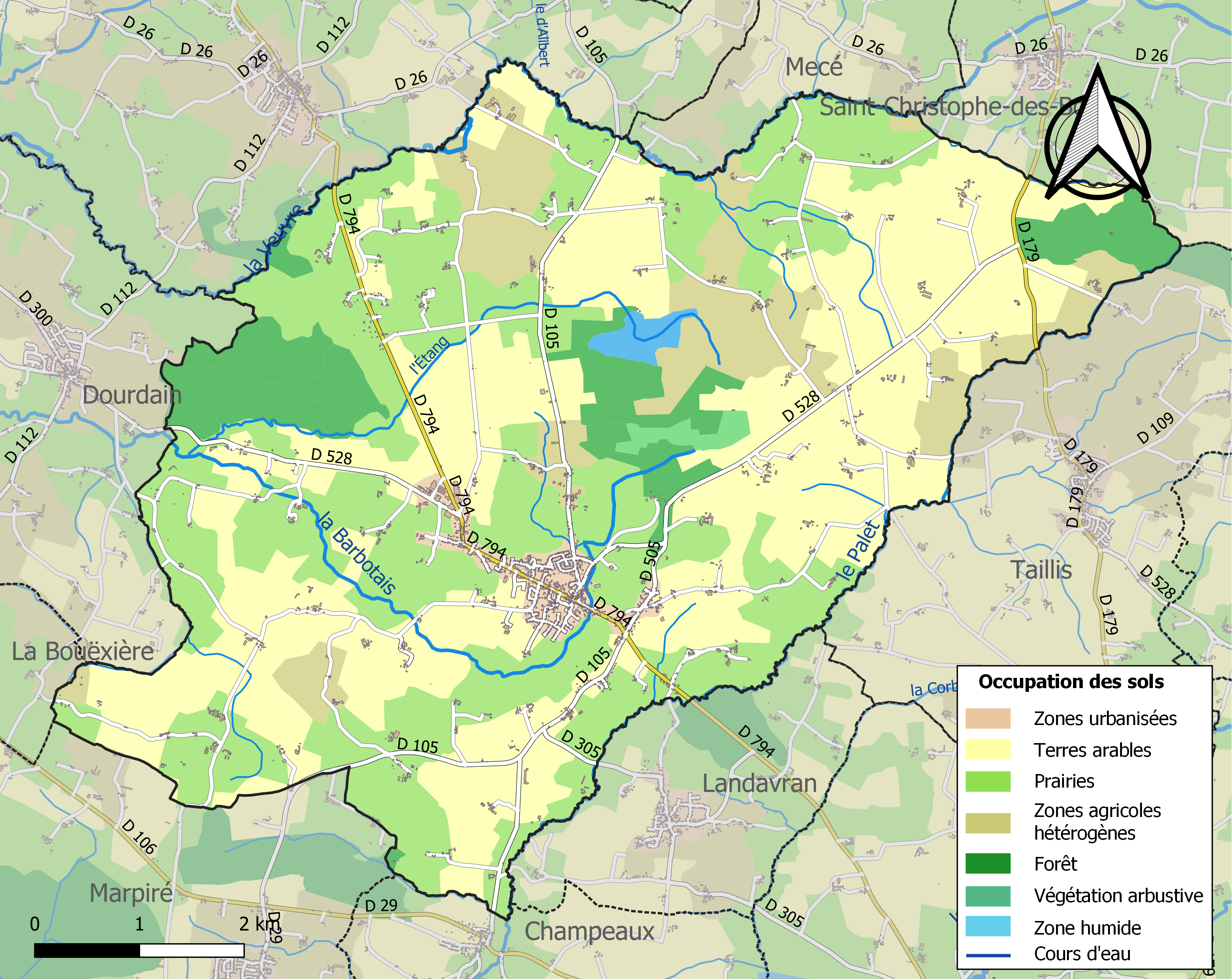
Kaart van de gemeente met belangrijkste infrastructuur, bodemgebruik en omliggende gemeenten

## Demografie
Onderstaande figuur toont het verloop van het inwonertal (bron: INSEE-tellingen).